# Tomorrow Square
El Tomorrow Square es un rascacielos de la ciudad de Shanghái, China. 
Es la sexta torre más alta de la ciudad. Está situada en el distrito Puxi, cerca de la Plaza del Pueblo. Mide aproximadamente 285 metros de altura y tiene 55 plantas. Se trata de un edificio multifuncional donde destaca un hotel Marriott de 342 habitaciones, además de 255 apartamentos para ejecutivos.
La construcción del rascacielos finalizó en 2003.